# Fimbulheimen
Il Fimbulheimen è un vasto gruppo montuoso dell'Antartide, formato a sua volta da diverse catene montuose e dorsali. Situata nella Terra della Regina Maud e in particolare in corrispondenza della costa della Principessa Astrid, la formazione si snoda dal primo meridiano ovest, a partire dal ghiacciaio Jutulstraumen, fino al diciottesimo meridiano est, a circa 200 km dalla costa, ed è quindi situato tra l'altopiano Maudheim e i monti Sør Rondane.
In una della catene che lo compongono, i monti di Mühlig-Hofmann, è presente lo Jøkulkyrkja, che con i suoi 3148 m di altezza è il monte più alto di tutta la Terra della Regina Maud.

## Sottocatene
Le catene che formano il Fimbulheimen sono a loro volta composte da altre catene e dorsali, queste, da ovest a est, sono:
- Monti Sverdrup 72°22′00″S 0°40′00″E
  - Monti Barkley 72°22′00″S 0°01′00″E
  - Monti Paulsen 72°10′00″S 0°01′21″E
- Monti Gjelsvik 72°05′00″S 2°50′00″E
- Monti Mühlig-Hofmann 72°00′00″S 5°30′00″E
- Monti Orvin 71°55′00″S 9°00′00″E
  - Monti Filchner 72°00′00″S 7°30′00″E
  - Monti Drygalski 71°47′00″S 8°15′00″E
  - Monti Kurze 71°50′00″S 9°00′00″E
  - Monti Gagarin 71°58′00″S 9°23′00″E
  - Monti Conrad 71°50′00″S 9°42′00″E
  - Monte Dallmann 71°45′00″S 10°20′00″E
  - Dorsale Shcherbakov 71°51′00″S 10°32′00″E
- Monti Wohlthat 71°40′00″S 12°10′00″E
  - Monti Humboldt 71°40′00″S 11°30′00″E
  - Dorsali Petermann 71°41′00″S 12°25′00″E
  - Monti Gruber 71°22′00″S 13°25′00″E
- Monti Hoel 72°00′00″S 14°00′00″E
  - Monti Weyprecht 72°00′00″S 13°30′00″E
  - Monti Payer 72°00′00″S 14°30′00″E
- Monti Lomonosov 71°33′00″S 15°24′00″E

## Storia
Quasi la totalità delle formazioni che costituiscono il Fimbulheimen è stata scoperta e fotografata durante la spedizione Nuova Svevia, 1938-39, comandata dal capitano tedesco Alfred Ritscher. In seguito il gruppo montuoso è stato poi nuovamente esplorato dalla sesta spedizione antartica norvegese, 1956-60, che lo ha così battezzato in onore del Fimbulvetr, o Fimbulvinter (in norvegese: "terribile inverno"), uno dei segni che, secondo la mitologia norrena, annunceranno la venuta del Ragnarǫk, la fine del mondo.